# Carpornis melanocephala
El cotinga cabecinegro (Carpornis melanocephala), también denominado anambé de cabeza negra, es una especie de ave paseriforme de la familia Cotingidae, una de las dos pertenecientes al género Carpornis. Es endémico de la Mata Atlántica del litoral del este de Brasil.

## Distribución y hábitat
Se distribuye por el este de Brasil, localmente en Alagoas (Murici) y desde Bahía hacia el sur a lo largo de la costa atlántica hasta el noreste de Paraná.
Esta especie es considerada poco común y local en su hábitat natural, el subdosel y el estrato medio de selvas húmedas de la Mata Atlántica, hasta los 500 m de altitud.

## Descripción
Mide alrededor de 21 cm de longitud. El macho tiene la cabeza y el cuello totalmente negros en contraste con el intenso rojo del iris de sus ojos. Las partes superiores de su cuerpo son de color verde oliva uniforme y las inferiores son verdes amarillentas densamente listadas en verde oliváceo. Las hembras tienen un aspecto similar aunque con el píleo y los laterales de la cabeza oliváceos. El pico de ambos corto y negro, y su cola es corta y de terminación bastante cuadrada.

## Estado de conservación
El cotinga cabecinegro ha sido calificado como casi amenazado por la Unión Internacional para la Conservación de la Naturaleza (IUCN) —hasta el año 2022 era calificado en peor situación, como vulnerable— debido a que su población total, estimada entre 2500 y 10 000 individuos maduros, se considera estar en decadencia debido a pérdida de hábitat y su fragmentación resultante del aumento de la deforestación.

## Sistemática

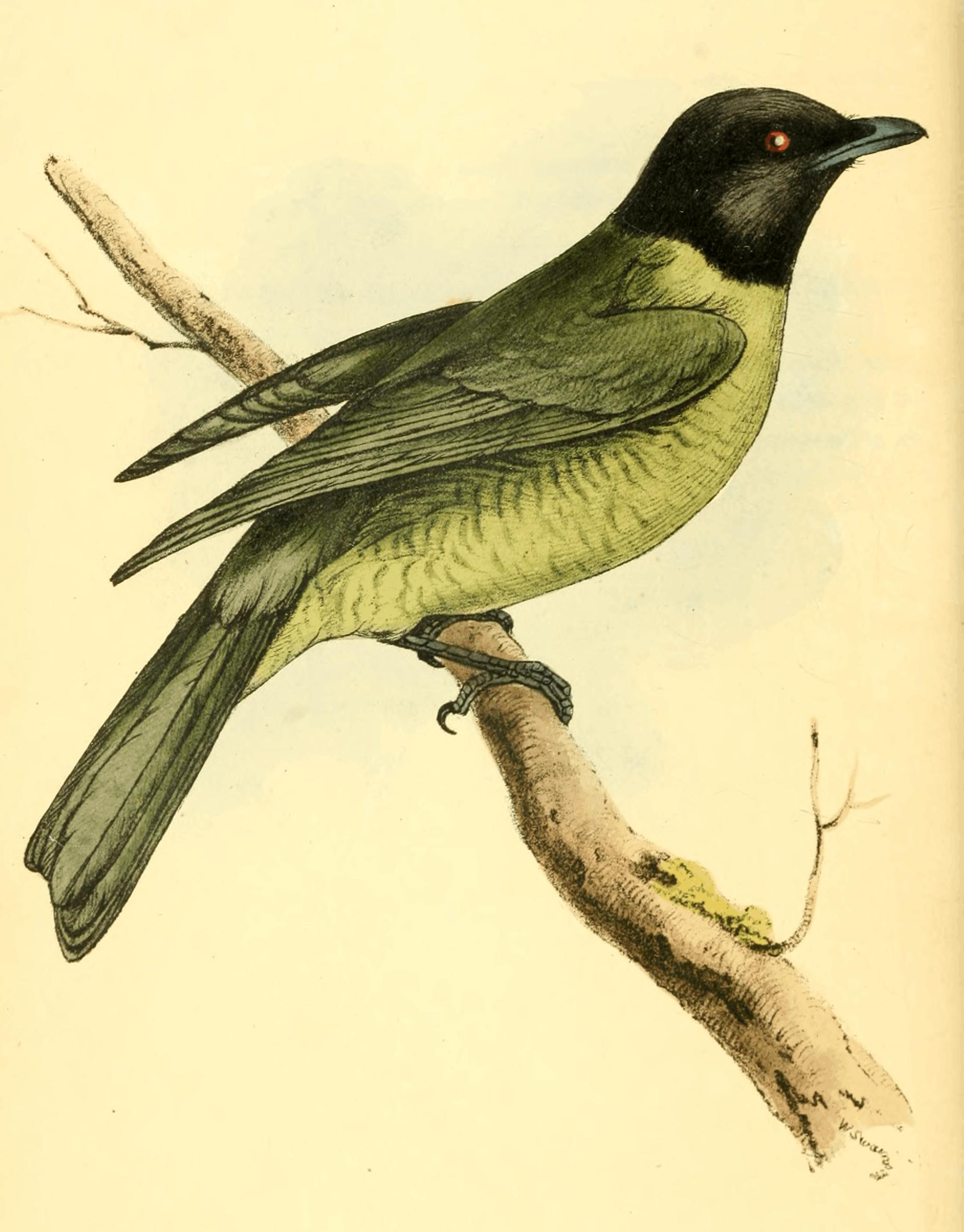
Carpornis melanocephala, ilustración en Swainson, Zoological illustrations, 1820.

### Descripción original
La especie C. melanocephala fue descrita por primera vez por el naturalista alemán Maximilian zu Wied-Neuwied en 1820 bajo el nombre científico Procnias melanocephalus; la localidad tipo es «estrada del Quartel das Barreiras, desde el río Itapemirim hasta el río Itabapoana, sur de Espírito Santo, Brasil.»

### Etimología
El nombre genérico femenino «Carpornis» se compone de las ´palabras del griego «karpos» que significa ‘fruta’, y «ornis, ornithos» que significa ‘pájaro’; y el nombre de la especie «melanocephala», se compone de las palabras del griego «melanos» que significa ‘negro’  y «kephalos» que significa ‘de cabeza’.

### Taxonomía
Es monotípica.